# Braintree Town Football Club
Braintree Town é um clube de futebol da Inglaterra fundado em 1898 e sediado na cidade de Braintree.

## Títulos
- Conference South
  - Campeões (1): 2010–11
- Isthmian League
  - Campeões da Premier Division (1): 2005–06
- Eastern Counties League
  - Campeões (3): 1936–37, 1983–84, 1984–85
  - Campeões da taça (1): 1987–88
- London League
  - Campeões da taça (2): 1948–49, 1951–52
- Essex & Suffolk Border League
  - Campeões (1): 1959–60
  - Campeões da taça (1): 1959–60
- North Essex League
  - Campeões (3): 1905–06, 1910–11, 1911–12
- Essex Senior Cup
  - Campeões (1): 1995–96
- Essex Senior Trophy
  - Campeões (1): 1986–87